# Thank You For The Music
《Thank You For The Music》은 대한민국의 방송국 기독교방송의 라디오 채널 CBS 음악FM에서 매일 새벽 2시 ~ 새벽 4시까지 방송됐던 심야 팝 전문 라디오 프로그램이다.
2016년 4월 25일에 첫방송을 시작해 2017년 10월 29일 자로 1년만에 폐지되었다.

## 지역 프로그램
| 프로그램           | 방송지역   | 방송국  | 진행자                       |
| ------------------ | ---------- | ------- | ---------------------------- |
| 깊은밤 주님과 함께 | 부산광역시 | 부산CBS | 김정훈 (평일), 김주현 (주말) |

## 같이 보기
- CBS 음악FM
- 기독교방송

| CBS 음악FM                 |                         |                           |
| 이전                       | Thank You For The Music | 다음                      |
| 김형준의 레인보우 스트리트 | Thank You For The Music | 이봉규의 내가 매일 기쁘게 |
| 밤 12시 ~ 새벽 2시         | 새벽 2시 ~ 새벽 4시     | 새벽 4시 ~ 오전 6시       |
|                            |                         | CBS JOY4U 동시방송        |